# NGC 1018
NGC 1018 é uma galáxia espiral barrada (SB0-a) localizada na direcção da constelação de Cetus. Possui uma declinação de -09° 32' 39" e uma ascensão recta de 2 horas, 38 minutos e 10,3 segundos.
A galáxia NGC 1018 foi descoberta em 1886 por Frank Müller.